# Sportpark De Berckt
Sportpark De Berckt is een sportpark in de Nederlandse provincie Limburg. Het ligt halverwege Baarlo en Venlo in de gemeente Peel en Maas direct aan de Napoleonsbaan Noord. Dit in 1934 nabij het kasteel De Berckt aangelegde sportpark heeft in het verleden meerdere functies gehad.
Zo is het sportpark o.m. gebruikt voor amateur- en profvoetbal, skelter- en autoraces, drafwedstrijden, festivals en wielerwedstrijden. Tegenwoordig doet het circuit alleen nog dienst als wielerbaan. Het terrein telt twee velden die in de lengte achter elkaar liggen, met daaromheen een renbaan.
In 1954 was De Berckt vijf keer toneel van een competitiewedstrijd van Sportclub Venlo '54, een van de tien deelnemers aan de 'wilde profcompetitie' van de NBVB die in november van dat jaar werd afgebroken. Sportclub Venlo '54 fuseerde met VVV op 26 november 1954 tot Sportclub VVV '03 en beide clubs kwamen met elkaar overeen om in de nieuwe competitie beurtelings te spelen in de Kraal, de thuishaven van VVV, en De Berckt, het onderkomen van de voormalige 'wilde' club.
Zo speelde VVV in het seizoen 1954-55 uiteindelijk zeven thuiswedstrijden in Baarlo en zes in Venlo. Na één seizoen koos de club op last van de KNVB definitief voor de Kraal.
De houten tribunes die om een van de twee velden waren neergezet voor het voetbalpubliek werden nadien neergehaald. Beide velden zijn tot 1979 gebruikt door de amateurvereniging VV Baarlo. De renbaan om het terrein werd verhard om er skelter- en autowedstrijden te kunnen organiseren. Hieromheen verrezen een overdekte zittribune en stenen staantribunes. De zittribune is inmiddels verdwenen en de staantribunes zijn overwoekerd.
- 1934: aanleg Sportpark De Berckt
- 1936: VV Baarlo betrekt het sportpark
- 1954–1955: competitiewedstrijden Sportclub Venlo '54 en VVV
- 1961–1963: aanleg paardenrenbaan en motorbaan met tribune
- 1964: eerste auto-races, georganiseerd door de NACO
- 1979: verhuizing VV Baarlo naar Sportpark De Meeren
- 1987: eenmalige organisatie van het popfestival Pinkpop. Ruim 32.000 toeschouwers zijn aanwezig voor acts als Lou Reed, Chris Isaak, Iggy Pop en Echo & The Bunnymen.
- 1998: laatste autorace Wereldkampioenschap stockcar lange baan